# Parc national de Rishiri-Rebun-Sarobetsu
Le parc national de Rishiri-Rebun-Sarobetsu (利尻礼文サロベツ国立公園, Rishiri Rebun Sarobetsu Kokuritsu kōen) est un parc national japonais formé des deux îles Rishiri et Rebun et, sur l'île de Hokkaidō, des côtes de Wakkanai et Wakkasakanai et de la plaine de Sarobetsu. Le parc a été fondé le 20 septembre 1974 et couvre une surface de 348,25 km2.